# Castle Hills, Texas
Castle Hills là một thành phố thuộc quận Bexar, tiểu bang Texas, Hoa Kỳ. Năm 2010, dân số của xã này là 4116 người.

## Dân số
- Dân số năm 2000: 4202 người.
- Dân số năm 2010: 4116 người.